# Kate Bell (Gewerkschafterin)
Kate Bell  ist eine britische Gewerkschafterin und seit Dezember 2022 die Assistant General Secretary des Gewerkschaftsbundes Trades Union Congress (TUC). Sie folgte ihrem Vorgänger  Paul Nowak nach, der am 29. Dezember die Funktion des General Secretary des TUC übernahm.

## Laufbahn
Bell war Leiterin der Abteilung Politik und öffentliche Angelegenheiten einer lokalen Behörde, bevor sie als Beraterin für Arbeit und Renten für Ed Miliband während seiner Amtszeit als Vorsitzender der Labour Party tätig war. Sie hat auch für die Wohltätigkeitsorganisationen Child Poverty Action Group und Gingerbread gearbeitet. Nach ihrem Eintritt in den TUC im Jahr 2016 wurde sie Leiterin der Abteilung Rechte, Internationales, Soziales und Wirtschaft der Organisation. Im Juni 2018 wurde sie in die Low Pay Commission berufen, wo sie durch Treffen mit Ministern und Beamten während der COVID-19-Pandemie dazu beitrug, das Furlough-Programm zu sichern. Ihre Amtszeit in der Niedriglohnkommission endete am 17. November 2022. Am 7. Dezember wurde bekannt gegeben, sie werde  die Nachfolge von Paul Nowak als Assistant General Secretary (stellvertretende Generalsekretärin) des TUC antreten, wenn Nowak Ende des Jahres Generalsekretär des TUC werden würde.

## Veröffentlichungen
- Sechs, fünf, vier..., in: Zukunft der Sozialdemokratie, IPG, Friedrich-Ebert-Stiftung vom 13. März 2019